# Ремо Маєр
Ремо Маєр (нім. Rémo Meyer, нар. 12 листопада 1980, Лангенталь) — швейцарський футболіст, що грав на позиції захисника.
Виступав, зокрема, за «Мюнхен 1860» та «Ред Булл» (Зальцбург), а також національну збірну Швейцарії.

## Клубна кар'єра
У дорослому футболі дебютував 1997 року виступами за команду «Люцерн», в якій провів три сезони, взявши участь у 37 матчах чемпіонату, після чого протягом 2000—2002 років захищав кольори клубу «Лозанна».
Своєю грою за останню команду привернув увагу представників тренерського штабу клубу «Мюнхен 1860», до складу якого приєднався влітку 2002 року. Він дебютував там 17 серпня року в матчі проти «Ганновера 96» (3:1) і загалом за два сезони провів 42 матчі у Бундеслізі. У 2004 році команда вилетіла до Другої Бундесліги, де швейцарець провів ще 2 роки, забивши два голи в 44 іграх. Всього Маєр відіграв за клуб з Мюнхена чотири сезони своєї ігрової кар'єри. Більшість часу, проведеного у складі «Мюнхена 1860», був основним гравцем захисту команди.
Після сезону 2005/06 він вирішив не продовжувати свій контракт, що закінчувався, і перейшов у австрійській «Ред Булл» (Зальцбург). Свій перший матч в австрійській Бундеслізі він зіграв 29 липня 2006 року проти столичної «Аустрії» (1:1). У 2007 і 2009 роках вигравав зі своєю командою чемпіонат Австрії і після другого титулу покинув команду.
Надалі працював граючим тренером у аматорських швейцарських командах «Альтбюрон-Гросдітвіль» та «Гохдорф», а 2017 роуц став спортивним директором «Люцерна».

## Виступи за збірні
1998—2002 року залучався до складу молодіжної збірної Швейцарії, з якою брав участь у молодіжному чемпіонаті Європи 2002 року у Швейцарії, де господарі дійшли до півфіналу. Всього на молодіжному рівні зіграв у 22 офіційних матчах і забив 1 гол.
21 серпня 2002 року дебютував в офіційних матчах у складі національної збірної Швейцарії в товариській грі проти Австрії (3:2), вийшовши на заміну на 82 хвилині замість Бернта Гааса.
Загалом протягом кар'єри в національній команді, яка тривала 3 роки, провів у її формі 5 матчів.

## Титули і досягнення
- Чемпіон Австрії (2):

«Ред Булл» (Зальцбург): 2006/07, 2008/09

## Особисте життя
Син Ремо, Лені Маєр, також став футболістом і виступав за «Люцерн».